# Кронах
Кронах (њем. Kronach) град је у њемачкој савезној држави Баварској. Једно је од 18 општинских средишта округа Кронах. Према процјени из 2010. у граду је живјело 17.564 становника. Родно је мјесто њемачкога сликара Кранаха Старијега.

## Географски и демографски подаци
Кронах се налази у савезној држави Баварска у округу Кронах. Град се налази на надморској висини од 318 метара. Површина општине износи 67,0 km². У самом граду је, према процјени из 2010. године, живјело 17.564 становника. Просјечна густина становништва износи 262 становника/km². Посједује регионалну шифру (AGS) 9476145.

## Међународна сарадња
| Мјесто      | Држава               | Врста сарадње | Од    |
| ----------- | -------------------- | ------------- | ----- |
| Подборжани  | Чешка                | контакт       | 2000. |
|             | САД                  | пријатељство  | 1998. |
| Мари        | Уједињено Краљевство | пријатељство  | 1998. |
| Једрене     | Турска               | контакт       | 2000. |
| Кишкунхалаш | Мађарска             | партнерство   | 1994. |
| Анбон       | Француска            | партнерство   | 1990. |
| Извор       |                      |               |       |